# Мардер, Ив
Ив Мардер (Eve Marder; род. 30 мая 1948, Манхэттен, Нью-Йорк) — американский нейробиолог. Доктор философии, Университетский профессор Брандейского университета, член Национальных Академии наук (2007) и Медицинской академии (2013) США, а также Американского философского общества (2024) и Норвежской академии наук (2016).

## Биография
Научившись читать только в начальной школе, сразу же пристрастилась к этому занятию.
Окончила Брандейский университет (бакалавр биологии) и в 2014 году удостоилась его Distinguished Alumni Award. Степень доктора философии получила в Калифорнийском университете в Сан-Диего. С 1978 года ассистент-профессор в альма-матер Брандейском университете, ныне его именной профессор (Victor and Gwendolyn Beinfield Professor) нейронаук, а также Университетский профессор; её лаборатория там стала пионерской в области изучения основных функций нервной системы.
C 2002 по 2005 г. попечитель Grass Foundation.
В 2007—2008 гг. президент Американского общества нейронаук.
В 2013 году вошла в консультативный комитет новообразованной BRAIN Initiative.
Являлась членом Совета НАН США.
Заместитель главного редактора eLife, член редколлегий Current Biology, Current Opinion in Neurobiology, Progress in Neurobiology.
Член Американской академии искусств и наук (2001), фелло Американской ассоциации содействия развитию науки (1992/1993), Biophysical Society (2008), International Society for Neuroethology (2014), American Physiological Society (2015, в числе первых принятых).

## Награды и отличия
- Стипендия Слоуна (1980)
- Jacob Javits Neuroscience Investigator Award (1987—1994)
- McKnight Endowment Fund for Neuroscience Investigator Award (1994)
- NIH MERIT award[англ.] (1995—2000)
- Forbes Lecturer, Marine Biological Laboratory[англ.] (2001)
- Mika Salpeter Lifetime Achievement Award, Американское общество нейронаук (2002)
- Ralph W. Gerard Prize in Neuroscience[англ.], Американское общество нейронаук (2005)
- Karl Spencer Lashley Award[англ.] Американского философского общества (2012)
- George A. Miller Prize, Cognitive Neuroscience Society[англ.] (2012)
- Премия Грубера (2013)
- Education Award, Американское общество нейронаук (2014)
- Премия Кавли (2016, совместно с Michael Merzenich[англ.] и К. Шатц)
- NAS Award in the Neurosciences[англ.] (2019)
- Mabel FitzGerald Prize Lecture (2020)[6]
- Национальная научная медаль США (2022)

Почётный доктор Боудин-колледжа (2010) и Тель-Авивского университета (2017).